# Шарру (Алье)
Шарру́ (фр. Charroux) — коммуна во Франции, находится в регионе Овернь. Департамент коммуны — Алье. Входит в состав кантона Шантель. Округ коммуны — Мулен.
Код INSEE коммуны — 03062.

## Население
Население коммуны на 2008 год составляло 384 человека.
| 1962 | 1968 | 1975 | 1982 | 1990 | 1999 | 2008 |
| ---- | ---- | ---- | ---- | ---- | ---- | ---- |
| 427  | 427  | 387  | 352  | 324  | 330  | 384  |

## Экономика
В 2007 году среди 241 человек в трудоспособном возрасте (15—64 лет) 166 были экономически активными, 75 — неактивными (показатель активности — 68,9 %, в 1999 году было 66,0 %). Из 166 активных работали 155 человек (82 мужчины и 73 женщины), безработных было 11 (6 мужчин и 5 женщин). Среди 75 неактивных 12 человек были учениками или студентами, 34 — пенсионерами, 29 были неактивными по другим причинам.

## Достопримечательности
- Бастион Бурбонне
- Колокольня и церковь Св. Иоанна Крестителя (XII век)
- Музей Шарру и «Дом часов»

Шарру относится к числу самых красивых деревень Франции.

## Фотогалерея

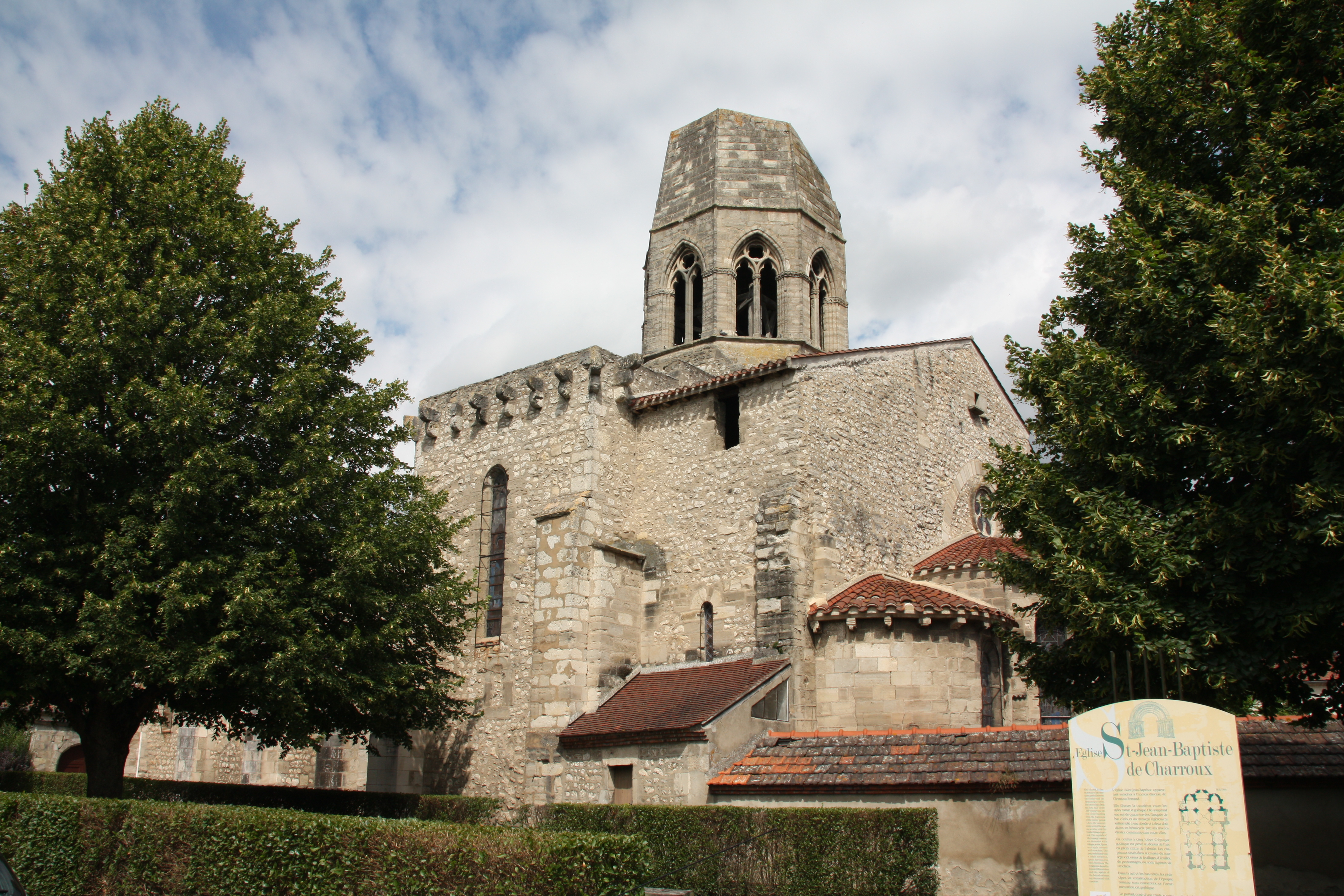
Церковь Св. Иоанна Крестителя
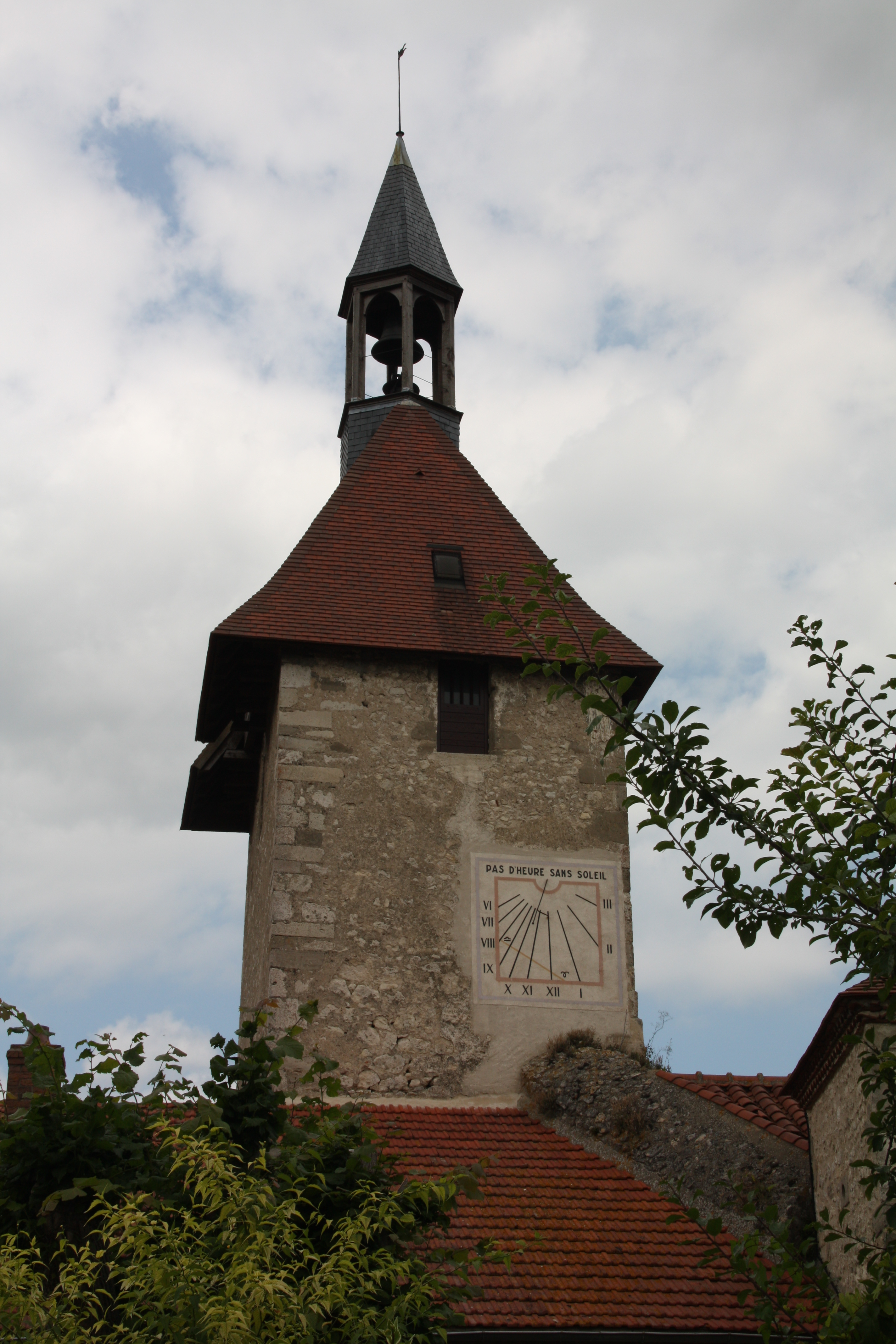
Башенные часы
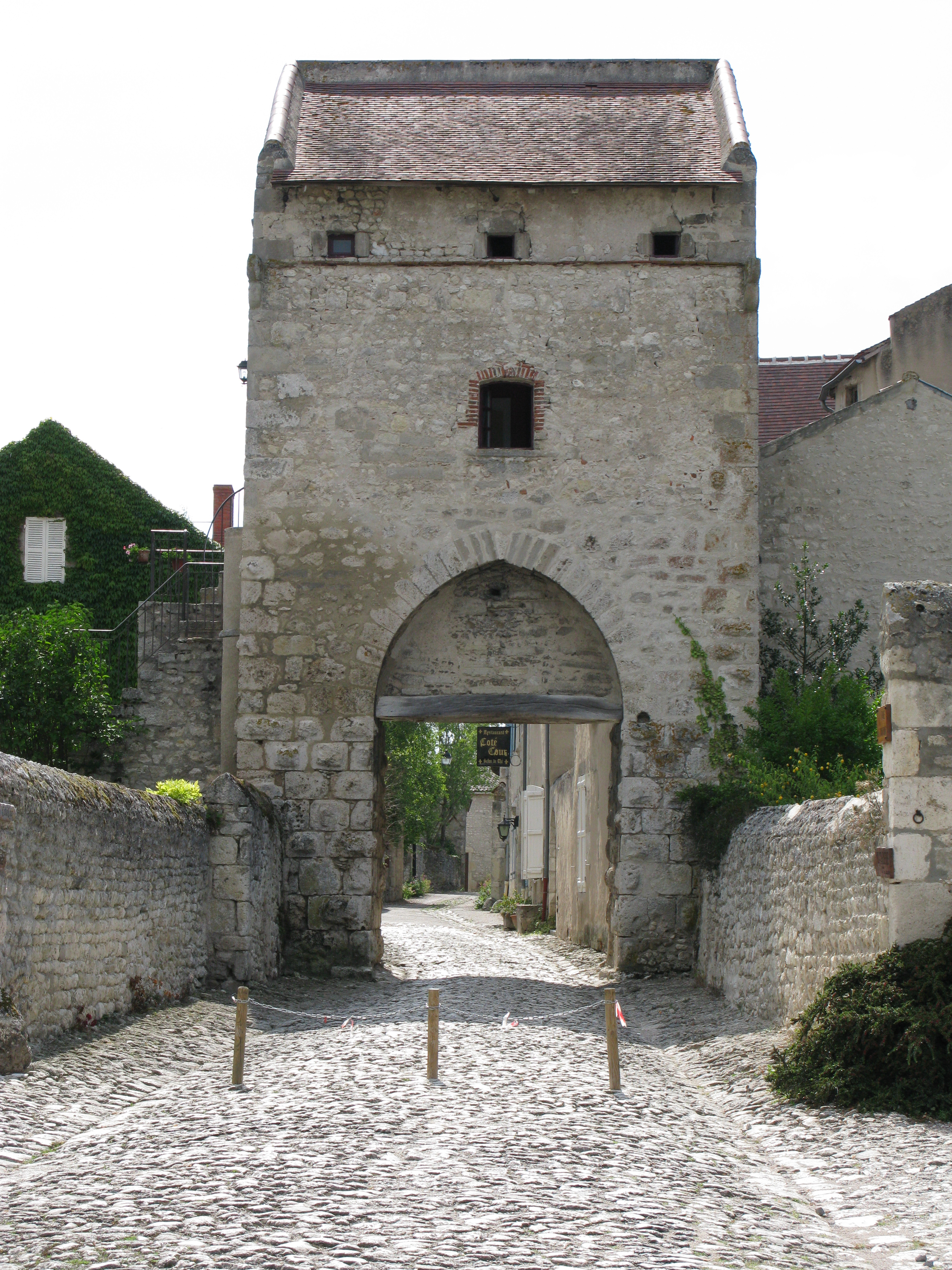
Ворота
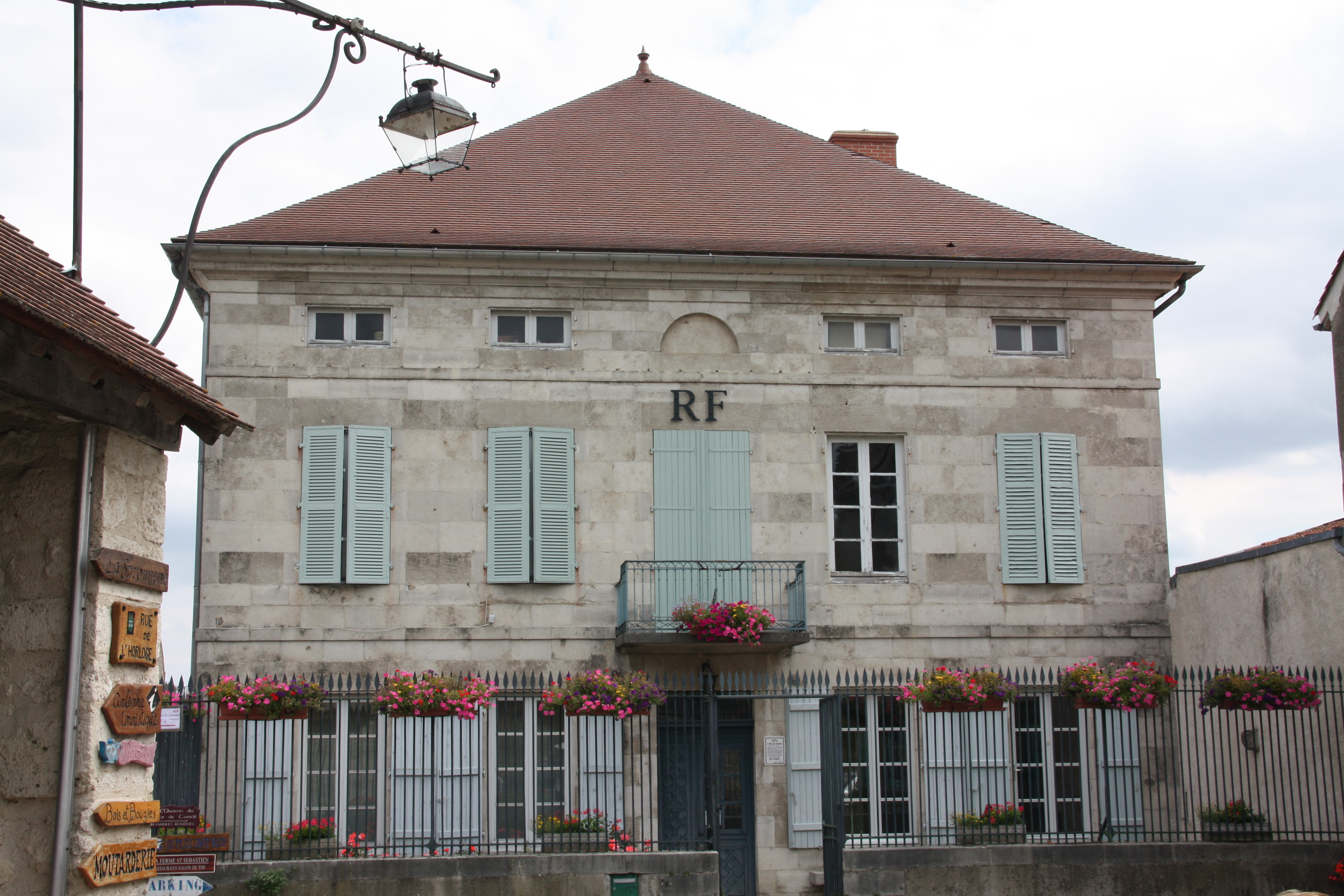
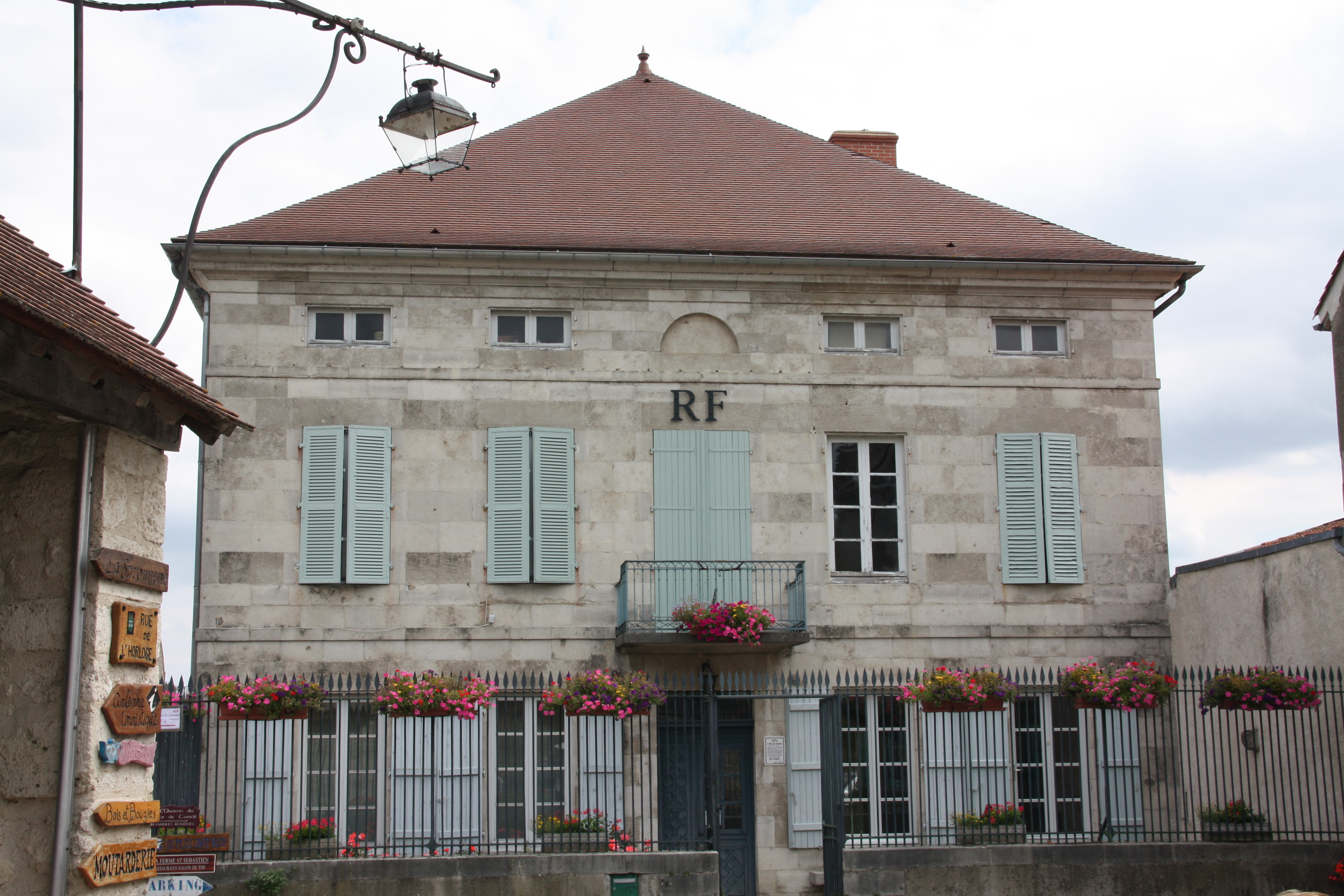
Фахверк
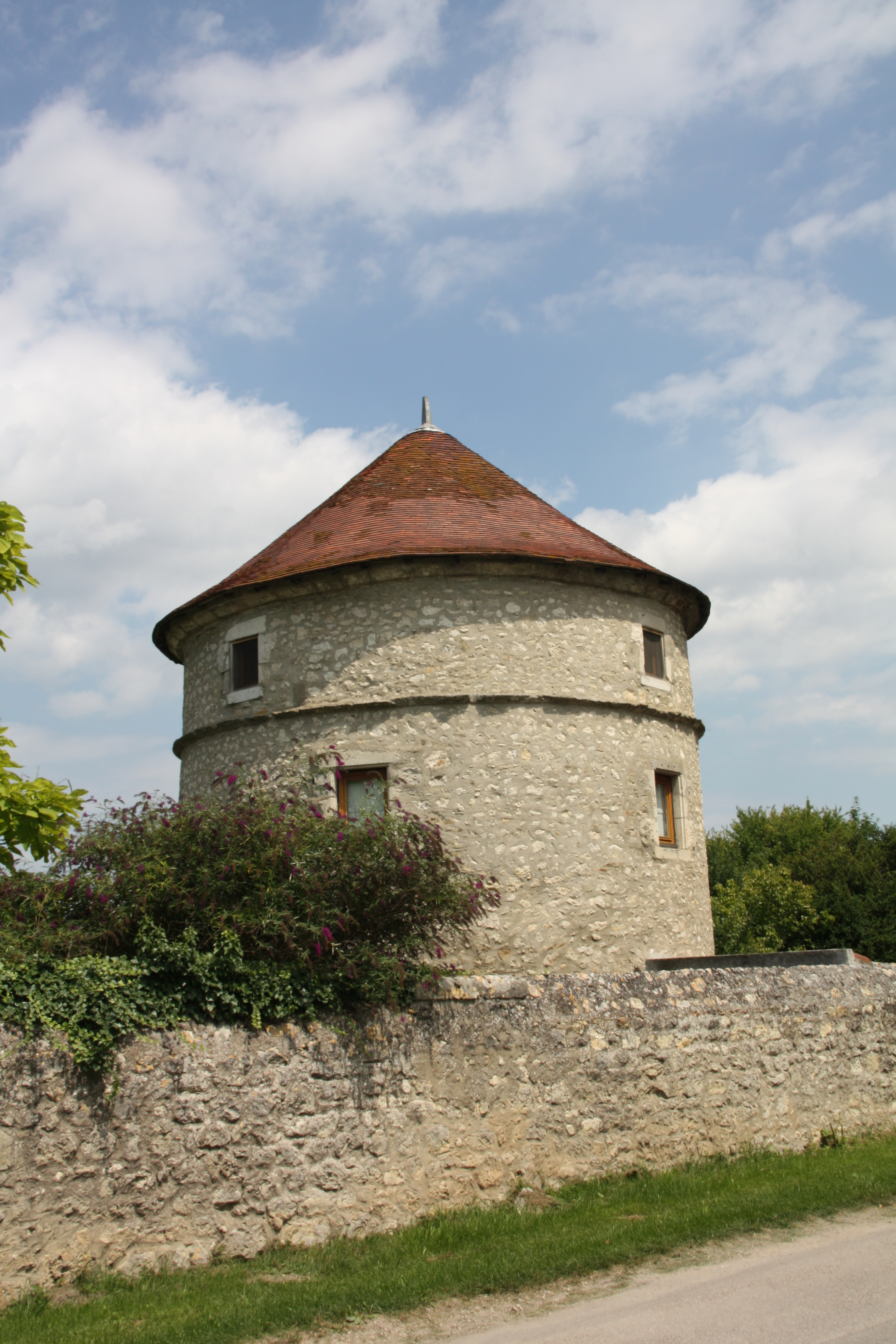
Башня